# T.I.P. Crew
T.I.P. (Teamwork Is Perfect) é uma equipe de breakdancing da Coreia do Sul. Fundada em 1996 por Vírus (Hwang Dae Gyun; 황대균), TIP é a primeira equipe de b-boy na Coreia. A equipe ganhou em 2007 um campeonato britânico de b-boy relevante.

## Lista de Membros
- Virus (황대균) - Líder
- Snake (하휘동)
- King (황희왕)
- Differ (김기헌)
- Eyes (나경식)
- Nemo (이정모)
- Random (도민수)
- R.O. (윤일로)
- Clip (김상민)
- Frog (김정원)
- Trance (김도창)
- Popping Sun (이선영)
- Rambo (이종선)
- Rough (황영귀
- Pinokio (김한얼)
- Circle (황해원)
- O.G. Sun (박태양)

## 2007 UK B-boy championship Winners
Em 2007, T.I.P. Foram os vencedores do Reino Unido B-boy Campeonato que teve lugar em Londres. O Campeonato do Reino Unido de B-Boy são vistas como uma das quatro maiores do mundo break dancing concursos. Os outros são "Batalha do Ano", os "Red Bull breakdance Campeonato One" e "Freestyle Session".

## 2008 Bboy Unit World Championship Preliminaries
Em setembro de 2007, T.I.P. ganhou o país preliminar da rodada de 2008 da Unidade bboy Campeonato Mundial. Final terá lugar em abril de 2008.